# Ulachan-Sakkyryr
L'Ulachan-Sakkyryr (in russo Улахан-Саккырыр?) è un fiume della Siberia Orientale, affluente di sinistra del Bytantaj. Scorre nella Sacha (Jacuzia), in Russia.
La sorgente del fiume si trova nella parte orientale dei monti Orulgan; scorre in direzione mediamente sud-orientale. Sfocia nel Bytantaj a 272 km dalla foce. Ha una lunghezza di 172 km, il bacino è di 5 250 km². Il maggior affluente è il Tara-Sala (lungo 94 km). È gelato, mediamente, da fine settembre-inizio ottobre sino a fine maggio.